# Ambròs Celma i Chertó

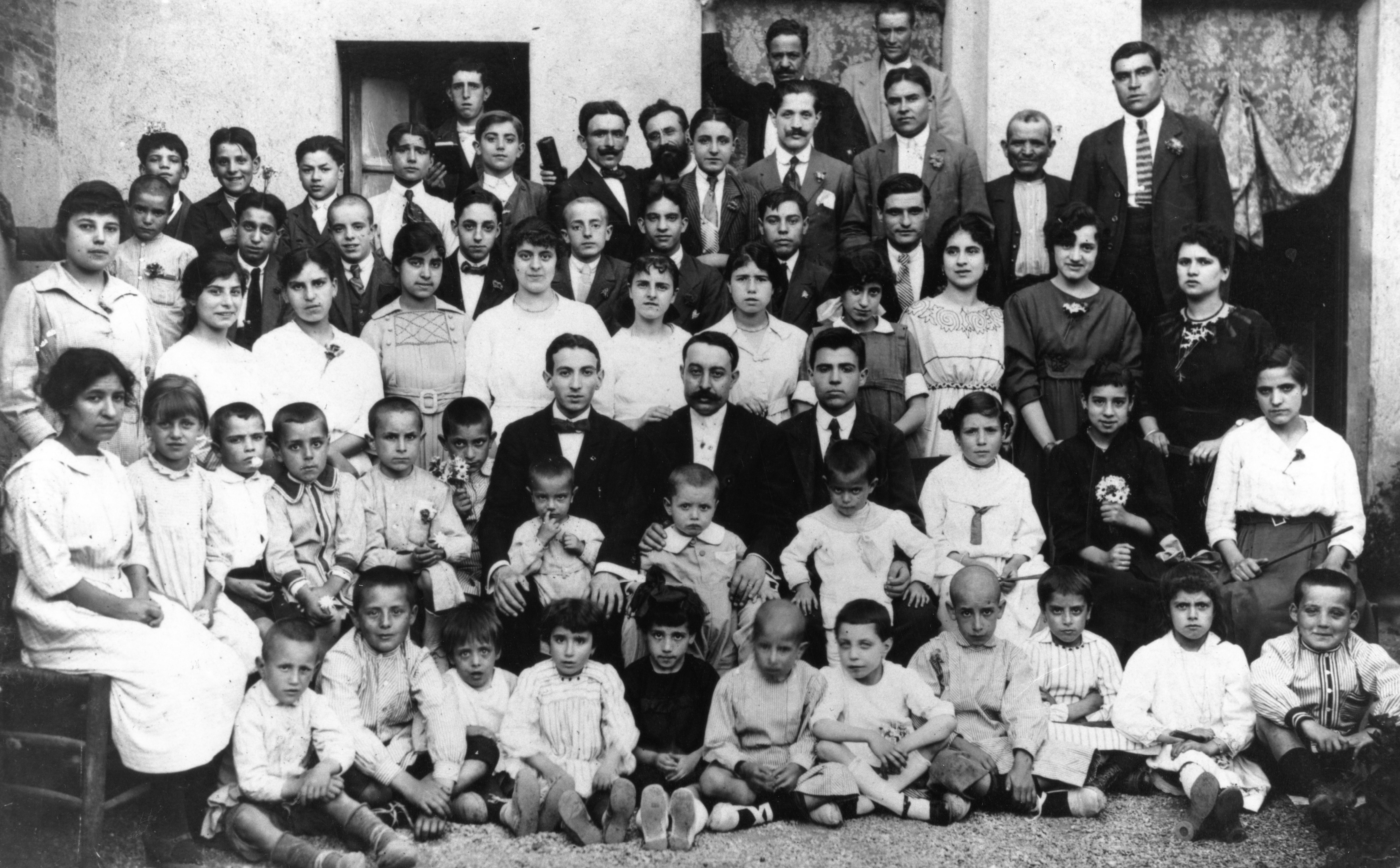
Grupo de la iglesia de Sabadell (1919) donde ya se observa el fuerte crecimiento desde la dirección de Celma. Aquí lo vemos en medio de la foto con sus ayudantes: a su derecha, Antoni Muniesa y a su izquierda, Sebastià Verdés. Foto: Archivo 1eebs.

Ambròs Celma i Chertó (Barcelona, 18 de abril de 1882 - Barcelona, 7 de enero de 1944) pastor evangélico catalán.

## Biografía
Nació en Barcelona el 18 de abril de 1882 en el seno de una familia muy sencilla. Cuando era adolescente trabajó en una fábrica de calzado. Al cumplir los 15 años sintió una vocación religiosa que lo animó a prepararse y estudiar de forma completamente autodidacta.
Empezó a visitar varias iglesias protestantes de Barcelona, como la de la calle Aribau y la de la plaza de las Marquilles, donde participaba en algunas de las actividades que programaba la comunidad. Contrajo matrimonio con Teresa Ripoll, sobrina del pastor de la iglesia bautista de Barcelona, Gabriel Anglada, el 24 de diciembre de 1907. Fruto del matrimonio nacieron Josepa (1909), Samuel (1912), Raquel (1915), Noemí (1921) y Esther (1924). Anglada propuso a la congregación que el joven Celma pastoreara la iglesia y fuera el responsable de las iglesias bautistas de todo Cataluña. Celmà aceptó y el 1 de diciembre de 1911 tomó posesión de los cargos.

### Estudios y tarea misionera
En el mes de febrero de 1912, el Dr. Rubèn Saillens, evangelista de la Asociación Bautista de Francia, conocido popularmente cómo el Spurgeon francés, visitó Barcelona y lo invitó a ir a Francia para ampliar sus estudios teológicos bajo la dirección del Dr. Robert Dubarry, dirigente de la Iglesia Bautista de Nimes, Francia.
Al volver de Francia, en 1913, Celma, como responsable de todas las iglesias bautistas de Cataluña tenía a su cargo las comunidades de Barcelona, Sabadell y Figueres. La iglesia de Sabadell que prácticamente había desaparecido cobró nueva vida. Celma delegó en jóvenes de su confianza la responsabilidad del servicio dominical (Manuel Zapater, Antoni Muniesa y Sebastià Verdés). La mayoría de comunidades crecieron de forma exponencial.
Realizó una tarea de misión en varios barrios de Barcelona (La Barceloneta, Can Tunis y Les Corts), promoviendo la creación de nuevas congregaciones. También participó en la fundación de iglesias a Badalona (1923), Vilafranca del Penedès y Terrassa.  En 1922, por encargo de la Foreign Mission Board, organizó el Instituto Bautista para la formación de dirigentes, junto con Nicolás Bengston, del cual Celma fue el director hasta 1925.
Participó en varios congresos internacionales representando los intereses de los bautistas de la Unión Evangélica Bautista de España, de la cual fue secretario y presidente. Su campo de acción alcanzaba todas las denominaciones protestantes. A modo de ejemplo, podría mencionarse que fue Secretario de la Junta Directiva del Patronato de la Enfermería Evangélica de Barcelona. Después de la Guerra Civil, en 1942 inspiró la organización del “Grupo de Protectores de la Enfermería Evangélica” que durante muchos años, fue una “mutualidad clandestina a favor de los enfermos evangélicos sin recursos económicos”.

### Guerra civil y posguerra
En 1938, respondiendo a un requerimiento que le había hecho el Secretario para Europa de la Foreing Mission Board, de Richmond, EE. UU., para entrevistarse en París y tratar asuntos relacionados con la precaria situación española. Acompañado de su esposa y dos de sus hijas (Noemi y Esther) salió de Barcelona encabezando una expedición de niños que, debido a las dificultades provocadas por la guerra civil española, huían para refugiarse en Francia.
La estancia se prolongó por espacio de 2 años y le dio ocasión de organizar, con la colaboración desinteresada de los protestantes franceses, un servicio especial de ayuda a los evangélicos que estaban en el sector republicano de España, enviándolos víveres y otros artículos de primera necesidad.
Después, a partir del mes de febrero de 1939, desarrolló un servicio de visitación a los campos de concentración de refugiados españoles establecidos en el Sur de Francia, lo que le permitió organizar un servicio de noticías entre los evangélicos internados y sus familias residentes en España, gestionando la necesaria documentación para que los internados pudieran salir de los campos de concentración, residir y trabajar en Francia.
En mayo de 1940, volvió a Barcelona y a su trabajo de pastor. En la época de la posguerra, los protesantes se reunían clandestinamente en casas particulares, puesto que oficialmente el protestantismo no existía. Pronto se encontró enfermo, pero aún con un estado bastante precario, todavía predicaba y escribía. Finalmente, Ambròs Celma moría en Barcelona el 7 de enero de 1944.